# Mic Drop

Barack Obama vollzieht einen Mic drop beim White House Correspondents' Dinner 2016

Ein Mic Drop (Verkürzung des englischen „Microphone drop“) ist eine selbstbewusst-dramatische Geste, bei der man am Ende eines öffentlichen Auftritts absichtlich sein Mikrofon fallen lässt. Sie signalisiert den inhaltlichen Abschluss und die eigene Überlegenheit nach einer starken Aussage.

## Geschichte
Die Geste kam erstmals in den 1980er Jahren auf, als Rapper und Comedians sie nach Vorträgen einsetzten. So konnte ein Mic Drop den Abschluss einer Performance im Battle-Rap oder einer schlagfertigen Reaktion auf einen Zwischenrufer in einem Comedy-Programm bilden. Die Geste unterstrich die eigene Aussage und drückte die angenommene Unfähigkeit eines Gegners oder nachfolgenden Redners aus, ihr noch etwas entgegensetzen zu können.
In seiner Standup-Show Delirious ließ etwa Eddie Murphy im Jahr 1983 absichtlich sein Mikrofon fallen. Er wiederholte die Geste in dem 1988 erschienenen Film Der Prinz aus Zamunda in der Rolle des Randy Watson nach einer Performance des Songs Greatest Love of All.
Einen großen Anteil an der Popularität des Mic Drops hat der frühere US-Präsident Barack Obama, der mehrmals Mic Drops vollzog. Dies geschah zum Beispiel in der Show Late Night with Jimmy Fallon oder bei seinem letzten White House Correspondents' Dinner am 30. April 2016. Bei letzterem bezog er sich auf eine ähnliche Geste des Basketballers Kobe Bryant nach dessen letztem Spiel.
Seit dem Jahr 2015 hat  „Mic drop“ einen Eintrag im Oxford English Dictionary.

## Adaptionen
Eine Reihe des Deutschlandfunks über Spoken-Word-Aufführungen heißt „Mic Drop“. Die Bezeichnung wurde ebenso für ein Meinungsformat des SPIEGEL-Ablegers Bento verwendet.  Mic Drop heißt auch ein Song der südkoreanischen Band BTS aus dem Jahr 2017.
Drop the Mic heißt eine Rubrik in der amerikanischen Late Late Show with James Corden, in der James Corden und einer oder mehrere seiner Gäste sich gegenseitig in einem Rap-Battle beleidigen, woraufhin das Publikum anschließend befindet, wem dies besser gelungen ist. Als Spin-Off der Rubrik entstand 2017 eine gleichnamige Show auf dem US-Kabelsender TBS.